# Вест-Віндзор (Вермонт)
Вест-Віндзор (англ. West Windsor) — місто (англ. town) в США, в окрузі Віндзор штату Вермонт. Населення — 1344 особи (2020).

## Демографія
Згідно з переписом 2010 року, у місті мешкало 1099 осіб у 499 домогосподарствах у складі 320 родин. Було 799 помешкань
Расовий склад населення:
| - 98,5 % — білих - 0,4 % — азіатів - 0,1 % — корінних американців |

До двох чи більше рас належало 0,8 %. Частка іспаномовних становила 0,7 % від усіх жителів.
За віковим діапазоном населення розподілялося таким чином: 18,2 % — особи молодші 18 років, 61,7 % — особи у віці 18—64 років, 20,1 % — особи у віці 65 років та старші. Медіана віку мешканця становила 49,8 року. На 100 осіб жіночої статі у місті припадало 92,8 чоловіків;  на 100 жінок у віці від 18 років та старших — 95,0 чоловіків також старших 18 років.
Середній дохід на одне домашнє господарство  становив 84 840 доларів США (медіана — 67 727), а середній дохід на одну сім'ю — 104 008 доларів (медіана — 98 068). Медіана доходів становила 55 000 доларів для чоловіків та 43 021 долар для жінок. За межею бідності перебувало 10,5 % осіб, у тому числі 11,7 % дітей у віці до 18 років та 10,8 % осіб у віці 65 років та старших.
Цивільне працевлаштоване населення становило 575 осіб. Основні галузі зайнятості: освіта, охорона здоров'я та соціальна допомога — 33,6 %, виробництво — 13,7 %, науковці, спеціалісти, менеджери — 10,6 %.